# تغويز الفحم

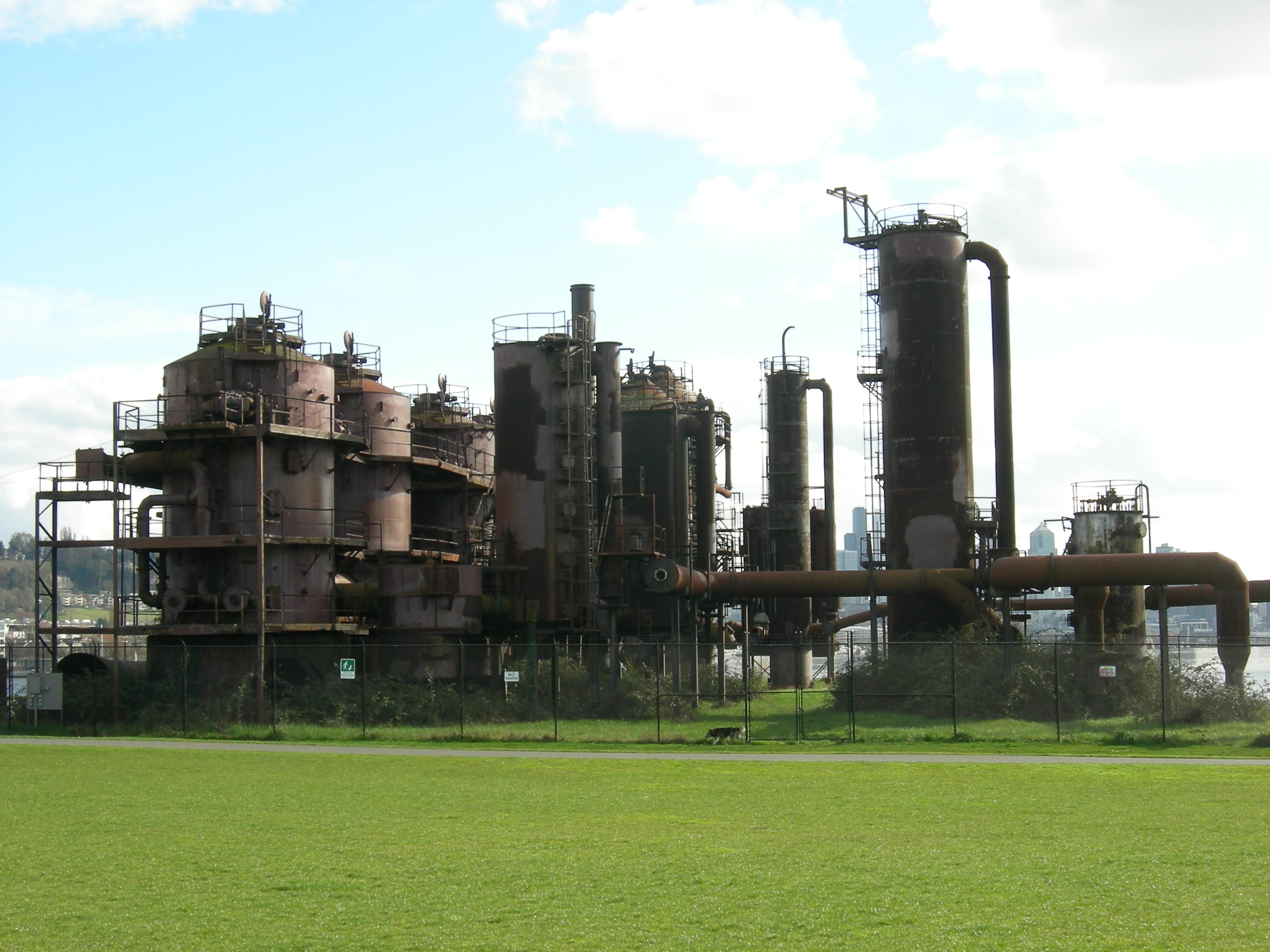

تغويز الفحم هو عملية كيميائية الهدف منها تحويل الكربون (C) في الفحم إلى مركبات غازية قابلة للاشتعال. كانت العملية تتم في السابق من أجل الحصول على غاز الفحم من أجل استخدامه في إنارة المدن، ولكن حالياً تستخدم العملية بشكل واسع من أجل الحصول على غاز الاصطناع المهم في الصناعات الكيميائية.

## غاز الاصطناع
إن غاز الاصطناع هو مزيج من غازات تستخدم في الصناعة الكيميائية لتحضير مركبات أولية، والتي تخضع لعمليات صناعية متتالية للحصول على منتجات نهائية. تشمل هذه الغازات بشكل أساسي الميثان (CH4) وأحادي أكسيد الكربون (CO) والهيدروجين (H2) وثنائي أكسيد الكربون (CO2) وبخار الماء (H2O)، والتي يحصل عليها من الفحم والماء والهواء.
يحصل على الهيدروجين من تغويز الفحم، وهو تفاعل ماص للحرارة، حسب المعادلة:
{\displaystyle \mathrm {C\ +\ H_{2}O\ \longrightarrow \ CO\ +\ H_{2}} \qquad \Delta H_{R}=+131\ \mathrm {kJ/mol} \,}
يستخدم الهيدروجين من أجل تحضير الأمونياك في عملية هابر-بوش، أو في الصناعة النفطية للحصول على وقود محسن، أو للحصول على وقود من خلال عملية فيشر-تروبش، أو في الصناعات الكيميائية للحصول على الميثانول، أو من أجل دعم العمليات القائمة على اقتصاد الهيدروجين.

## اقرأ أيضاً
- غاز الفحم
- غاز الاصطناع